# Intrigues (film)
Pour les articles homonymes, voir Intrigues.
Pour plus de détails, voir Fiche technique et Distribution.
Intrigues (A Woman of Affairs) est un film américain de Clarence Brown sorti en 1928.

## Synopsis
Diana, Neville et David sont des amis d'enfance de la riche aristocratie anglaise. Diana et Neville sont amoureux l'un de l'autre mais le père de celui-ci s'y oppose, n'approuvant pas le style de vie de la famille Merrick. Neville est ainsi envoyé en Égypte pour mener des affaires et devenir encore plus riche. Pendant ce temps, David, qui était également amoureux de Diana et qui est très ami avec son frère Jeffry, épouse celle-ci, après qu'elle a attendu en vain deux années durant le retour de Neville.
Pendant leur voyage de noces à Paris et après l'arrivée d'inspecteurs de police, David se suicide sans que l'on sache vraiment pourquoi: peut-être était-il très affecté de l'amour qu'il ne recevait pas en retour de sa femme Diana. Celle-ci ne révèle pas aux familles concernées les raisons de l'acte malheureux de son mari. Jeffry, dont l'affection pour David était ambiguë, reproche amèrement à sa sœur la disparition de son ami.
Jeffry sombre dans l'alcool pendant que sa sœur devient une des grandes figures du gotha européen, séduisant homme après homme.
Plusieurs années plus tard, Neville revient en Angleterre et va épouser Constance. Jeffry est très malade et Diana et Neville viennent à son chevet. Ceux-ci se rendent compte qu'ils sont encore amoureux l'un de l'autre et passent une nuit ensemble. Jeffry décède. Neville épouse Constance.
Quelques mois passent. Diana tombe à son tour malade et Neville lui rend visite. Elle lui déclare son amour avant de se rendre compte que Constance est présente. Elle repousse finalement Neville. La raison du suicide de feu son mari est rendue publique: il était un voleur et poursuivi par la police.
Diana se jette avec son automobile contre un arbre, devant lequel elle et Neville s'étaient jurés fidélité pendant leur jeunesse, et meurt.

## Fiche technique
- Titre original : A Woman of Affairs
- Titre français : Intrigues
- Réalisation : Clarence Brown
- Scénario : Michael Arlen d'après son roman The Green Hat (lequel n'est pas mentionné au générique) ; Bess Meredyth (révision), Marian Ainslee et Ruth Cummings (intertitres)
- Direction artistique : Cedric Gibbons
- Costumes : Adrian
- Photographie : William H. Daniels
- Montage : Hugh Wynn
- Musique : William Axt ; Carl Davis (1983)
- Société de production : MGM
- Société de distribution : MGM
- Pays de production :  États-Unis
- Format : Noir et blanc - 35 mm - 1,37:1 - muet
- Genre : Mélodrame
- Durée : 91 min
- Date de sortie :
  - États-Unis : 15 décembre 1928

## Distribution
- Greta Garbo : Diana Merrick Furness
- John Gilbert : Neville « Nevs » Holderness
- Lewis Stone : Dr Hugh Trevelyan
- Johnny Mack Brown : David Furness
- Douglas Fairbanks Jr. : Jeffry Merrick
- Hobart Bosworth : Sir Morton Holderness
- Dorothy Sebastian : Constance
- Fred Kelsey (non crédité) : Détective

## Distinctions
- Oscars 1930 : nomination à l'Oscar du meilleur scénario pour Bess Meredyth (avec Wonder of Women)

## Autour du film
- Il s'agit du 14e film de Greta Garbo qui était alors âgée de 23 ans, le 7e de sa carrière hollywoodienne et sa 3e collaboration avec John Gilbert après La Chair et le Diable (1926) et Anna Karénine (1927). C'est la première fois que le couturier Adrian habille la star[1], et il devient son couturier attitré pour ses dix-sept films suivants, jusqu'en 1941.